# ニコラス・エヴァンズ
ニコラス・エヴァンズ（Nicholas Evans、1950年7月26日 - 2022年8月9日）は、イギリスのジャーナリスト、脚本家、テレビおよび映画のプロデューサー、小説家。

## 来歴・人物
イングランド・ウスターシャー州ブロムスグローブ出身。地元の学校に通った後、海外協力隊(Voluntary Service Overseas, VSO)としてアフリカに赴き、それからオックスフォード大学でジャーナリズムを学び、新聞記者やテレビの脚本家として活躍した。現在はデヴォンに住んでいる。 シンガーソングライターのシャーロット・ゴードン・カミングを妻に持ち、2人の間にできた息子マックスはプレストン・マナー高校で地理の主任教師を務めており、ローレンという娘がいる。このほか、『Network 7』や『Gamesmaster』などで知られるテレビプロデューサー、ジェーン・ヒューランドと関係にあった際にもうけたハリーという名の息子がいる。
1995年に『モンタナの風に抱かれて』で小説家デビューを果たす。この作品はニューヨーク・タイムズがもうけた全米ベストセラーランキングで10位を記録、36か国語に翻訳され、全世界で2000万部を越えるベストセラーとなり、1998年にはロバート・レッドフォード監督・クリスティン・スコット・トーマス主演で実写映画化された。 
2008年、休日に採ってきたDeadly webcapでエヴァンス夫妻とその知り合いたちはキノコ中毒に遭った。命に別条はなかったものの、エヴァンスらは腎臓の人工透析を受ける羽目になってしまった。2022年8月9日、心臓発作のため死去。72歳没。

## 主な作品
- モンタナの風に抱かれて The Horse Whisperer  (1995)
- The Loop  (1998)
- The Smoke Jumper  (2001)
- The Divide  (2005)